# Великі Гімалаї
Великі Гімалаї або Гімадрі — найвищий гірський масив Гімалайського хребта. Найвища вершина світу, гора Еверест, а також інші «найвищі» вершини, такі як Канченджанга, Лхоцзе та Нангапарбат, є частиною хребта Великих Гімалаїв. Загальна протяжність Великих Гімалаїв із заходу на схід становить 2400 км, а їхня середня висота становить 6000 м.
У хребті є кілька льодовиків, у тому числі льодовик Ганготрі та льодовик Сатопант.
До політичних утворень, які мають територію в цьому діапазоні, входять Індія, Китай, Непал, Пакистан, Бутан і Тибет.